# Parastichopus leukothele
Parastichopus leukothele är en sjögurkeart som beskrevs av Lambert 1986. Parastichopus leukothele ingår i släktet Parastichopus och familjen signalsjögurkor. Inga underarter finns listade i Catalogue of Life.